# Lac Börgen
Pour les articles homonymes, voir Börgen.
Le lac Börgen est un lac de l'île principale des îles Kerguelen dans les Terres australes et antarctiques françaises. Il est situé sur la péninsule Rallier du Baty. Le nom du lac rend hommage à l'astronome et géophysicien allemand Karl Börgen qui dirigea la mission allemande d'observation du transit de Vénus aux îles Kerguelen en 1874.